# Teen Titans
Teen Titans (tidigare svenska: Tonårsgänget) är en sammanslutning av unga superhjältar i DC Comics universum. Den första konstellationen av gruppen debuterade 1964 i The Brave and the Bold #54, då bestående av Robin, Kid Flash och Aqualad som en juniorversion av Justice League. Året därpå utökades gruppen med dess första kvinnliga medlem, Wonder Girl, samtidigt som namnet Teen Titans introducerades. En serietidning under eget namn började ges ut 1966.
En reviderad version av Teen Titans introducerades 1980 under namnet The New Teen Titans, i vilken gruppen utökades med ett flertal medlemmar, nu tonåringar eller unga vuxna i stället för som tidigare barn i yngre tonåren. Samtidigt fick berättelserna en allvarligare karaktär och kretsade ofta kring tonåringars upplevelser på väg in i vuxenvärlden, socialt utanförskap och existentiella frågor, liknande temat i Marvels X-Men.
Teen Titans splittrades 1996 och gav upphov till två nya sammanslutningar, Titans och Young Justice. Den sistnämnda bestod av ett antal yngre medlemmar från New Teen Titans sista år och hade en lättsam framtoning liknande de första årens äventyr på 1960-talet medan Titans bibehöll den allvarligare tonen från New Teen Titans. Parallellt uppstod ett helt nytt Teen Titans som inte hade någon koppling till den ursprungliga gruppen. Medlemmar ur de tre grupperna gick senare samman till ett reformerat Teen Titans vilket bestod fram till 2011 då DC Comics genomförde en fullständig reboot. Efter Flashpoint (2011) återuppstod Teen Titans som en fristående grupp unga superhjältar ledda av Tim Drake. De nuvarande[när?] berättelserna har en betydligt mörkare framtoning än tidigare och använder än en gång teman som utanförskap och tonårsångest.
I Sverige publicerades New Teen Titans (under det svenska namnet Tonårsgänget) under en kort period mellan 1984 och 1985, från början i Serietidningen (Semic förlag) som efter fyra nummer gick upp i Gigant (Egmont). Sedan Gigant lades ner i slutet av 1985 har ingen reguljär återutgivning av Teen Titans skett i Sverige.
Teen Titans har överförts till andra medier som TV-serier och datorspel. I Sverige har de animerade TV-serierna Teen Titans och Teen Titans Go! visats på Cartoon Network. Ett datorspel, Teen Titans, släpptes år 2006.

## Utgivningshistoria
Tidsangivelser åsyftar omslagsdatum där inget annat anges.
- Teen Titans (Volume 1), februari 1966 - februari 1978 (53 nummer).[4]
- New Teen Titans (Volume 1), november 1980 - juli 1988 (91 nummer). Efter #40 ändrades namnet till Tales of the Teen Titans.[5]
- Tales of the New Teen Titans (Volume 1), juni - september 1982 (4 nummer).[6]
- New Teen Titans (Volume 2), augusti 1984-februari 1996 (131 nummer). Efter #50 ändrades namnet till New Titans.[7]
- Ten Titans Spotlight (Volume 1), augusti 1986-april 1988 (21 nummer).[8]
- Teen Titans (Volume 2), oktober 1996 - september 1998 (24 nummer).[9]
- Titans (Volume 1), mars 1999 - april 2003 (50 nummer).[10]
- Teen Titans (Volume 3), september 2003 - oktober 2011 (100 nummer).[11]
- Teen Titans: Year One, mars 2008 - augusti 2008 (6 nummer).[12]
- Titans (Volume 2), juni 2008 - oktober 2011 (38 nummer).[13]
- Teen Titans (Volume 4), november 2011 - juli 2014 (33 nummer).[14]
- Teen Titans (Volume 5), september 2014 - november 2016 (24 nummer).[15]
- Titans (Volume 3), september 2016 - juni 2019 (40 nummer).[16]
- Teen Titans (Volume 6), december 2016 - januari 2021 (47 nummer).[17]